# Luis Rondón
Luis Rondón (ur. 9 stycznia 1968 w Caracas) – wenezuelski zapaśnik. Olimpijczyk z Barcelony 1992, gdzie zajął jedenaste miejsce w wadze 82 kg w stylu klasycznym. Srebro na igrzyskach panamerykańskich w 1991 i na mistrzostwach panamerykańskich w 1989, 1991 i 1992. Dwukrotny mistrz igrzysk boliwaryjskich w 1989 roku.